# St. George (Missouri)
St. George – miasto w Stanach Zjednoczonych, w stanie Missouri, w hrabstwie St. Louis.